# Vasili Shpundov
Vasili Shpundov –en ruso, Василий Шпундов– (Vilna, 13 de enero de 1965) es un deportista soviético de origen lituano que compitió en ciclismo en la modalidad de pista. Ganó una medalla de bronce en el Campeonato Mundial de Ciclismo en Pista de 1985, en la prueba de persecución por equipos.

## Medallero internacional
| Campeonato Mundial | Campeonato Mundial | Campeonato Mundial | Campeonato Mundial          |
| Año                | Lugar              | Medalla            | Competición                 |
| ------------------ | ------------------ | ------------------ | --------------------------- |
| 1985               | Bassano ( Italia)  | Medalla de bronce  | Persecución por equipos (A) |